# Boni (cognome)
Boni è un cognome di lingua italiana.

## Varianti
Bombelli, Bombello, Bomben, Bombeni, Bombieri, Bombonati, Bombonato, Bomboni, Bompiani, Bon, Bona, Bonacchi, Bonacci, Bonaccini, Bonaccio, Bonaccorsi, Bonaccorso, Bonaccorti, Bonacelli, Bonacini, Bonacquisto, Bonada, Bonadia, Bonadias, Bonagura, Bonaita, Bonaiuti, Bonaiuto, Bonamici, Bonamico, Bonanni, Bonanno, Bonaparte, Bonara, Bonardelli, Bonardello, Bonardi, Bonardini, Bonardo, Bonarelli, Bonassi, Bonassin, Bonasso, Bonassoli, Bonati, Bonato, Bonatti, Bonatto, Bonaugurio, Bonaventura, Bonaviri, Bonazza, Bonazzi, Bonazzola, Bonazzoli, Boncompagni, Boncompagno, Bondi, Bondì, Bonecchi, Bonelli, Bonello, Boneschi, Bonesi, Bonet, Bonetta, Bonetti, Bonetto, Bonfadini, Bonfanciullo, Bonfante, Bonfanti, Bonfantini, Bonfigli, Bonfiglio, Bonfiglioli, Bonfioli, Bongi, Bongioanni, Bongiorno, Bongiovanni, Bonì, Boniardi, Bonichi, Boniello, Bonifaci, Bonifacio, Bonifato, Bonifazi, Bonin, Bonina, Bonini, Bonino, Boninsegna, Boninsegni, Boniti, Bonito, Bonizzi, Bonizzoli, Bonnard, Bono, Bonomelli, Bonomi, Bonomo, Bonon, Bononcini, Bonone, Bononi, Bonora, Bonotti, Bonotto, Bonsanti, Bonsi, Bonsignore, Bonsignori, Bontempelli, Bontempi, Bontempo, Bontura, Bonucci, Bonura, Bonutti, Bonutto, Bonvecchi, Bonvecchio, Bonvicini, Bottura, Buonaccorsi, Buonacquisto, Buonafede, Buonaiuti, Buoncompagni, Buongiorno, Buoni, Buono, Buontempi, Buontempo, Buonvicino, De Bon, De Bona, De Boni, De Bonis, De Bono, De Buono, De Vona, De Vuono, Debona, Deboni, Debonis, Debono, Del Bono, Del Buono, Di Bona, Di Boni, Di Bono, Di Buono, Di Vona, Di Vuono, Dibuono, Lo Bono, Lo Buono, Lobono, Lobuono, Omboni, Omobono, Orabona, Trabona, Vanadia, Vona, Vonella, Vonelli, Voni, Vono, Vuono, Vuonvicino.

## Origine e diffusione
Il cognome è presente in tutta Italia.
Potrebbe derivare dal termine tardolatino bonus, "buono", "buon cristiano".
Le varianti Bono e Buono sono presenti su tutto il territorio italiano; Vanadia è calabrese; Vona e Vuono sono calabresi e siciliani; Buonvicino e Vuonvicino sono friulani; Bonacelli e Buonacini sono settentrionali; Bonada è piemontese.

## Persone
- Aldo Settimio Boni – poeta e inventore italiano
- Enzo Boni Baldoni – religioso italiano
- Francesco Boni De Nobili – scrittore e araldista italiano
- Maria Boni Brighenti (1868-1915) è stata un'infermiera italiana, medaglia d'oro al valor militare
- Prospero Fagnani Boni – giurista italiano